# Puerto de Zamboanga
El Puerto de Zamboanga es un puerto marítimo situado en la ciudad de Zamboanga, al sur de las Filipinas. Es administrado por la Autoridad de la Zona Económica Especial de la ciudad de Zamboanga (Zamboecozone), también conocida por su nombre corporativo, Autoridad del puerto libre de Zamboanga (ZFA). La instalación ocupó el segundo lugar en Asia en virtud de los puertos súper eficientes en Asia en un estudio llevado a cabo en 2010 y publicado en el diario africano de Gestión Empresarial (Vol. 5 (4), pp 1397-1407) el 18 de febrero de 2011. 
El puerto de Zamboanga es un centro de exportaciones de sardina a los Estados Unidos, Europa, y el Medio y Lejano Oriente. 25 líneas navieras operan a través del puerto, puestp a punto por los cuatro astilleros que operan dentro de los límites del mismo, y en la ciudad de Zamboanga. 